# Amanoa congesta
Amanoa congesta är en emblikaväxtart som beskrevs av W.J.Hayden. Amanoa congesta ingår i släktet Amanoa och familjen emblikaväxter. Inga underarter finns listade i Catalogue of Life.